# Vandellia micrantha
Vandellia micrantha är en tvåhjärtbladig växtart som först beskrevs av David Don, och fick sitt nu gällande namn av Fischer, Schäferhoff och Müller. Vandellia micrantha ingår i släktet Vandellia och familjen Linderniaceae. Inga underarter finns listade i Catalogue of Life.